# Nicolas Zourabichvili
Nicolas Zourabichvili, conosciuto anche come Nicholas Zourabichvili (Parigi, 27 ottobre 1936), è un compositore francese.

## Biografia
Di padre georgiano e madre russo-tedesca, fratello della storica e accademica Hélène Carrère d'Encausse, ha studiato pianoforte, solfeggio e armonia musicale al conservatorio di Bordeaux, perfezionandosi poi con Nadia Boulanger e con Max Deutsch. Si è laureato in lettere alla Sorbona, con una tesi in letteratura russa.
Autore di molta musica da camera, di composizioni per orchestra e di pezzi per pianoforte solo, ha anche lavorato per il cinema, contribuendo in particolare alla realizzazione delle colonne sonore dei film di Otar Ioseliani. Nel 1970 e nel 1977 ha vinto il Prix Lili Boulanger, e sempre nel 1977 il Prix de la Ville de Nantes. Dal 1986 al 1988 ha diretto il Conservatoire Serge Rachmaninoff a Parigi.
Era padre del filosofo François Zourabichvili, morto suicida nel 2006; inoltre è zio dello scrittore Emmanuel Carrère , per il quale ha scritto le musiche del film documentario Retour à Kotelnitch.

## Colonne sonore
- I favoriti della luna, di Otar Ioseliani (1984)
- Un piccolo monastero in Toscana di Otar Ioseliani (1988)
- Un incendio visto da lontano di Otar Ioseliani (1989)
- Caccia alle farfalle di Otar Ioseliani (1992)
- Briganti di Otar Ioseliani (1996)
- Addio terraferma di Otar Ioseliani (1999)
- Lunedì mattina di Otar Ioseliani (2002)
- Retour à Kotelnitch di Emmanuel Carrère (2003)
- Giardini in autunno di Otar Ioseliani (2006)
- Chant d'hiver di Otar Ioseliani (2015)